# Phaenocarpa elizovo
Phaenocarpa elizovo är en stekelart som beskrevs av Sergey A. Belokobylskij 1998. Phaenocarpa elizovo ingår i släktet Phaenocarpa och familjen bracksteklar. Inga underarter finns listade i Catalogue of Life.